# Мухаммаджон Рахімов
Мухаммаджон Хасанович Рахімов (тадж. Мухаммадчон Хасанович Рахимов; нар. 15 жовтня 1998, Куляб, Таджицька РСР) — таджицький футболіст, півзахисник клубу Вищої ліги Таджикистану «Істіклол».

## Клубна кар'єра

### «Істіклол»
У серпні 2017 року підписав контракт з «Істіклолом».

### «Ордабаси»
19 липня 2021 року покинув «Істіклол» і підписав контракт з клубом казахстанської Прем'єр-ліги «Ордабаси». Відмовившись від нового контракту з «Ордабаси», почав тренуватися з колишнім клубом «Істіклолом» під час зимового збору 2022 року в Туреччині.

### Повернення в «Істіклол»
31 березня 2022 року «Істіклол» оголосив про повернення Мухаммаджона Рахімова.

### «Насаф»
24 січня 2023 року «Істіклол» оголосив про відхід Рахімова в клуб узбецької Суперліги «Насаф».

### «Равшан»
4 березня 2024 року «Равшан» оголосив про повернення Рахімова, який підписав 1-річний контракт.

### Друге повернення до «Істіклола»
24 січня 2025 року «Істіклола» оголосив про повернення Мухаммаджона Рахімова.

## Кар'єра в збірній
27 серпня 2016 року дебютував на міжнародній арені в товариському матчі зі збірною Сирії (0:0), в якому замінив на 70-й хвилині Нозіма Бабаджанова. Учасник Кубку Азії 2023 року.

## Статистика виступів

### Клубна
Станом на 14 березня 2025 року
| Клуб              | Сезон             | Ліга                    | Ліга  | Ліга | Кубок | Кубок | Конт. кубок | Конт. кубок | Інші  | Інші | Загалом | Загалом |
| Клуб              | Сезон             | Дивізіон                | Матчі | Голи | Матчі | Голи  | Матчі       | Голи        | Матчі | Голи | Матчі   | Голи    |
| ----------------- | ----------------- | ----------------------- | ----- | ---- | ----- | ----- | ----------- | ----------- | ----- | ---- | ------- | ------- |
| «Хосилот»         | 2017              | Вища ліга Таджикистану  | 11    | 3    | 0     | 0     | 4           | 1           | 0     | 0    | 15      | 4       |
| «Істіклол»        | 2017              | Вища ліга Таджикистану  | 6     | 0    | 3     | 1     | 4           | 0           | 0     | 0    | 13      | 1       |
| «Істіклол»        | 2018              | Вища ліга Таджикистану  | 16    | 2    | 4     | 0     | 5           | 0           | 1     | 0    | 26      | 2       |
| «Істіклол»        | 2019              | Вища ліга Таджикистану  | 18    | 7    | 5     | 4     | 7           | 1           | 1     | 0    | 31      | 12      |
| «Істіклол»        | 2020              | Вища ліга Таджикистану  | 17    | 4    | 2     | 0     | 3           | 0           | 1     | 1    | 23      | 5       |
| «Істіклол»        | 2021              | Вища ліга Таджикистану  | 9     | 1    | 0     | 0     | 5           | 1           | 1     | 0    | 15      | 2       |
| «Істіклол»        | Загалом           | Загалом                 | 66    | 14   | 14    | 5     | 24          | 2           | 4     | 1    | 108     | 22      |
| «Ордабаси»        | 2021              | Прем'єр-ліга Казахстану | 7     | 1    | 3     | 0     | -           | -           | -     | -    | 10      | 1       |
| «Істіклол»        | 2022              | Вища ліга Таджикистану  | 21    | 2    | 4     | 0     | 5           | 0           | 1     | 0    | 31      | 2       |
| «Насаф»           | 2023              | Суперліга Узбекистану   | 2     | 0    | 1     | 0     | 1           | 0           | -     | -    | 4       | 0       |
| «Бухара»          | 2023              | Суперліга Узбекистану   | 10    | 0    | 1     | 0     | -           | -           | -     | -    | 11      | 0       |
| «Равшан»          | 2024              | Вища ліга Таджикистану  | 19    | 4    |       |       | 5           | 0           | -     | -    | 24      | 4       |
| «Істіклол»        | 2022              | Вища ліга Таджикистану  | 2     | 0    | 0     | 0     | 0           | 0           | 0     | 0    | 2       | 0       |
| Усього за кар'єру | Усього за кар'єру | Усього за кар'єру       | 138   | 24   | 22    | 5     | 39          | 3           | 5     | 1    | 205     | 33      |

1. 1 2 3  Матчі та голи в Кубок АФК
2. 1 2 3 4 5 6  Матчі в Суперкубку Таджикистану
3. ↑  Один матч та один гол у Лізі чемпіонів АФК, шість матчів у Кубку АФК
4. ↑  Два матчі в Лізі чемпіонів АФК, один матч у Кубку АФК
5. 1 2  Матчі та голи в Лізі чемпіонів АФК
6. 1 2  Матчі в Лігі чемпіонів АФК 2

### У збірній
| національна збірна Таджикистану | національна збірна Таджикистану | національна збірна Таджикистану |
| Рік                             | Матчі                           | Голи                            |
| ------------------------------- | ------------------------------- | ------------------------------- |
| 2016                            | 4                               | 0                               |
| 2017                            | 1                               | 0                               |
| 2018                            | 7                               | 0                               |
| 2019                            | 10                              | 1                               |
| 2020                            | 3                               | 0                               |
| 2021                            | 8                               | 0                               |
| 2022                            | 9                               | 1                               |
| 2023                            | 6                               | 1                               |
| 2024                            | 2                               | 0                               |
| Загалом                         | 50                              | 3                               |

Статистика станом на 28 січня 2024 року

### Голи за збірну
Рахунок та результат збірної Таджикистану в таблиці подано на першому місці.
| №  | Дата            | Місце                                | Суперник          | Рахунок | Результат | Змагання                      |
| -- | --------------- | ------------------------------------ | ----------------- | ------- | --------- | ----------------------------- |
| 1. | 7 липня 2019    | Арена, Ахмадабад, Індія              | Індія             | 3–2     | 4–2       | Міжконтинентальний кубок 2019 |
| 2. | 22 вересня 2022 | Стадіон 700-річчя, Чіангмай, Таїланд | Тринідад і Тобаго | 1–1     | 2–1       | Кубок Короля 2022             |
| 3. | 8 вересня 2023  | Бішан, Бішан, Сінгапур               | Сінгапур          | 1–0     | 2–0       | Товариський матч              |

## Досягнення
«Істіклол»
- Вища ліга Таджикистану
  -  Чемпіон (7): 2017[7], 2018, 2019, 2020, 2022

- Кубок Таджикистану
  -  Володар (2): 2018, 2019

- Суперкубок Таджикистану з футболу
  -  Володар (6): 2018, 2019,[8] 2020, 2021, 2022, 2025

Таджикистан
- Кубок Короля Таїланду
  -  Володар (1): 2022[9]

- Турнір Мердеки
  -  Володар (1): 2023